# Shanta Ghosh
Shanta Ghosh-Broderius, född den 3 januari 1975 i Neunkirchen (Saar), är en tysk före detta friidrottare som tävlade i kortdistanslöpning.
Ghosh deltog vid VM i Aten 1997 där hon tävlade på 200 meter men blev utslagen redan i kvartsfinalen. Hon deltog vid inomhus-VM 2001 där hon blev utslagen i semifinalen på 400 meter. Däremot blev hon bronsmedaljör på 4 x 400 meter. Vid VM utomhus samma år i Edmonton blev hon silvermedaljör i stafett, tillsammans med Claudia Marx, Florence Ekpo-Umoh och Grit Breuer.

## Personliga rekord
- 200 meter - 22,80
- 400 meter - 51,25